# Gavin Escobar
Gavin Louis Escobar (Nueva York, 3 de febrero de 1991 - Idyllwild-Pine Cove, 28 de septiembre de 2022) fue un jugador de fútbol americano que se desempeñó como tight end durante cinco temporadas en la National Football League (NFL) y una temporada en la Alliance of American Football (AAF). Jugó para los Dallas Cowboys y los Baltimore Ravens de 2013 a 2017, después de haber jugado fútbol americano universitario para los San Diego State Aztecs.

## Primeros años
Nació en Nueva York el 3 de febrero de 1991. Asistió a la Santa Margarita Catholic High School en Rancho Santa Margarita, California donde jugó para los equipos de fútbol y baloncesto de la escuela. Fue una selección ofensiva del segundo equipo de la Trinity League en 2008 después de hacer 37 recepciones para 492 yardas y seis anotaciones. En un juego contra St. Bonaventure, el eventual campeón estatal de la División III, tuvo siete recepciones para 130 yardas. Como junior, atrapó 11 pases para 163 yardas (14.8 yardas por captura). Fue considerado como un recluta de dos estrellas por Rivals.com.

## Carrera universitaria
Recibió una beca de fútbol de la Universidad Estatal de San Diego, la cual aceptó. Jugó para los Aztecs del 2009 al 2012. Después de su diagnóstico de cáncer testicular, fue asignado como un estudiante de primer año y estaba en remisión después de que le extirparon el tumor. En 2010, inició 12 juegos, registrando 29 recepciones para 323 yardas y 4 touchdowns. A pesar de su papel disminuido el año siguiente (6 aperturas en 13 juegos), su producción mejoró y terminó quinto en la Mountain West Conference (MWC) en recepciones (51), recibiendo yardas (780), recibiendo touchdowns (7), y sexto en yardas recibidas por recepción (15.3). Durante su tercer año, registró 42 recepciones para 543 yardas y tuvo la cuarta mayor cantidad de touchdowns en la conferencia (6).
Durante las temporadas 2011 y 2012, Escobar fue una selección del primer equipo All-MWC. Para su carrera universitaria, registró 122 recepciones para 1,646 yardas, 17 touchdowns y no se perdió un juego. Fue reclutado por los Dallas Cowboys en la segunda ronda (47° en general) del Draft de la NFL de 2013, una elección sorpresa para la franquicia después de tener resultados mixtos al usar selecciones de segunda ronda anteriores en otros tight end como Anthony Fasano y Martellus Bennett.

## Carrera profesional

### Dallas Cowboys

#### 2013
Hizo su debut en la NFL con los Cowboys el 8 de septiembre de 2013, a la edad de 22 años, en una victoria por 36-31 contra los New York Giants. Durante su temporada de novato, se esperaba que fuera una opción para atrapar pases en los dos paquetes de tight end, pero se usó con moderación, registrando 9 recepciones para 134 yardas y 2 touchdowns.

#### 2014
Escobar se mantuvo en un rol de respaldo en su segunda temporada en la liga, pero James Hanna lo superó en la tabla de profundidad, quien solía bloquear en el punto de ataque en el juego terrestre. Fue utilizado principalmente en equipos especiales y como objetivo de zona roja, terminando con 105 yardas por recepción y 4 touchdowns en 9 recepciones.

#### 2015
Escobar no pudo aumentar su papel en la ofensiva del equipo y se mantuvo como el tercer tight end, a pesar de que el receptor abierto, Dez Bryant se perdió 7 juegos. Los 12 juegos que el mariscal de campo, Tony Romo se perdió también impactaron su producción, terminando con 8 recepciones para 64 yardas y un touchdown.
Escobar sufrió una lesión que puso fin a su temporada cuando se desgarró el tendón de Aquiles derecho en la última serie del decimocuarto juego de la temporada contra los New York Jets. El 25 de diciembre, fue colocado en la lista de reserva de lesionados para promover al tackle defensivo, Casey Walker a la lista de 53 hombres.

#### 2016
Se recuperó sorprendentemente rápido de su lesión en el tendón de Aquiles, lo que le permitió tener una participación completa en el campo de entrenamiento, aunque fue superado en la tabla de profundidad por Geoff Swaim, quien mostró una mejor capacidad de bloqueo. Después de ser utilizado principalmente como un jugador central de equipos especiales y solo participar en 29 jugadas ofensivas, se convirtió en el tight end suplente después de que Swaim sufriera una lesión que puso fin a la temporada en la victoria de la semana 10 contra los Pittsburgh Steelers. Debido a que tuvo problemas con su bloqueo, los Cowboys se vieron obligados a utilizar al liniero ofensivo, Joe Looney como tight end de bloque en situaciones de yardas cortas. Escobar terminó con 4 recepciones y un touchdown.
Aunque Escobar tenía el tamaño y continuó mejorando su técnica, nunca pudo convertirse en un bloqueador en línea confiable. Al igual que con otros tight ends de los Cowboys durante la era de Jason Witten, los entrenadores del equipo nunca pudieron encontrar un papel complementario para él en el juego aéreo, lo que limitó a Escobar a nunca comenzar más de 4 juegos y registrar más de 9 recepciones en una temporada. Jugó en 62 juegos (7 aperturas), haciendo 30 recepciones para 333 yardas y 8 touchdowns.

### Kansas City Chiefs
Escobar firmó un contrato de un año como agente libre con los Kansas City Chiefs el 31 de marzo de 2017. Sin embargo, fue liberado el 2 de septiembre tras no poder pasar a Ross Travis en la tabla de profundidad.

### Baltimore Ravens
El 23 de octubre de 2017, Escobar firmó con los Baltimore Ravens, que buscaban mejorar su profundidad después de que el tight end, Maxx Williams se volviera a lesionar el tobillo. El 18 de noviembre fue puesto en libertad para dejar sitio a Danny Woodhead.

### Cleveland Browns
Firmó un contrato de reserva/futuro con los Cleveland Browns el 15 de enero de 2018. Fue liberado por los Browns el 12 de abril de 2018.

### Miami Dolphins
Escobar firmó con los Miami Dolphins el 16 de abril de 2018. Fue puesto en libertad el 1 de septiembre de 2018, pero volvió a firmar cinco días después. Fue puesto en libertad el 11 de septiembre de 2018.

### San Diego Fleet (AAF)
Después de ser liberado por los Dolphins, se unió a los San Diego Fleet de la recién formada Alliance of American Football. Fue colocado en la reserva de lesionados el 1 de abril de 2019. La liga cesó sus operaciones en abril de 2019. Escobar atrapó 14 pases para 142 yardas durante su paso por la AAF.

## Vida personal
Estaba casado y tenía dos hijos. Trabajó como bombero para el Departamento de Bomberos de Long Beach en California, a partir de febrero de 2022.
Falleció alrededor del mediodía del 28 de septiembre de 2022, mientras escalaba rocas cerca de Tahquitz Rock en el Bosque Nacional San Bernardino en California. Tenía 31 años. Estaba escalando con un amigo que también murió durante la escalada.

## Estadísticas de carrera en la NFL
| Año     | Equipo  | Juegos | Juegos | Recepción | Recepción | Recepción | Recepción | Recepción | Recepción |
| Año     | Equipo  | GP     | GS     | Tgt       | Rec       | Yds       | Avg       | LNG       | TD        |
| ------- | ------- | ------ | ------ | --------- | --------- | --------- | --------- | --------- | --------- |
| 2013    | DAL     | 16     | 1      | 15        | 9         | 134       | 14.9      | 25        | 2         |
| 2014    | DAL     | 16     | 1      | 13        | 9         | 105       | 11.7      | 26        | 4         |
| 2015    | DAL     | 14     | 4      | 13        | 8         | 64        | 8.0       | 22        | 1         |
| 2016    | DAL     | 16     | 1      | 7         | 4         | 30        | 7.5       | 14        | 1         |
| Carrera | Carrera | 62     | 7      | 48        | 30        | 333       | 11.1      | 26        | 8         |